# Фокер D.I
Фокер D.I је немачки ловачки авион који је производила фирма Фокер. Први лет авиона је извршен у пролеће 1916. године а у јулу је почела испорука јединицама на фронту. 

## Пројектовање и развој
Пројектант овог авиона је био Martin Kreutzer (Мартин Кројцнер). Направљено је око 132 примерака, који су због слабих летних особина кориштени углавном за помоћне задатке.

## Технички опис
Фокер D.I је двокрили једноседи ловачки авион потпуно дрвене конструкције који се производио у Немачкој и Аустроугарској за време Првог светског рата.
Труп му је правоугаоног попречног пресека. Носећа конструкција трупа је била направљена од заварених танкозидих челичних цеви. Рамови су иза пилотске кабине били укрућени жичаним шпанерима а између мотора и пилотске кабине ова укрућања су била изведена од челичних цеви. Предњи део, у коме је био смештен мотор је био обложен алуминијумским лимом а остали део трупа је био облепљен импрегнираним платном. Носач мотора је био од заварених челичних цеви. Пилот је седео у отвореном кокпиту. Прегледност из пилотске кабине није била добра јер су поглед пилоту ометали цилиндри мотора, издувне цеви и цеви система за водено хлађење мотора.
Авион је био опремљен течношћу хлађеним линијским мотором, Мерцедес D.II снаге 88,3 kW. Овај мотор се у литератури и документацији може наћи и под називом Даимлер D.II (Daimler D.II). Хладњак за воду се налазио са обе стране авиона. На вратилу мотора је била причвршћена двокрака, вучна, дрвена елиса, непроменљивог корака.
Крила су била дрвене конструкције пресвучена импрегнираним платном релативно танког профила. Крилца за управљање авионом су се налазила само на горњим крилима. Крила су између себе била повезана са два пара упорница. Затезачи су били од клавирске челичне жице. Горње и доње крило су имала исти облик и димензије, горње крило је било померено ка кљуну авиона у односу на доње. Спојеви предње ивице са бочним ивица крила су полукружно изведени.
Репне површине код овог авиона се састоје од вертикалног стабилизатора, кормила правца и два кормила висине. Уобичајених Фиксних хоризонталних стабилизатора овај авион нема. Сва кормила су направљена као цевасти челични рам са шупљим ребрима и платненом облогом. Вертикално кормило је постављено на крају репа а кормила висине су причвршћена за горњу ивицу трупа. Сва кормила су челичним сајлама директно везана за управљачки систем авиона.
Стајни орган је био класичан, направљен као челична конструкција од заварених танкозидих цеви са фиксном осовином. Tочкови су били димензија Ø 690 mm x 83 mm . Амортизација је била помоћу гумених каишева а на репном делу се налазила еластична дрвена дрљача.

## Наоружање
Авион је био наоружан једним синхронизованим митраљезом који се налазио испред пилота на горњој страни трупа и пуцо је кроз обртно поље елисе. Митраљез се налазио у хаптичком пољу пилота тако да је могао да интервенише у случају застоја у паљби што у то време није био редак случај.
| Наоружање авиона: Фокер        |      |
| Ватрено (стрељачко) наоружање  |      |
| Топ                            |      |
| Митраљез                       |      |
| Број и ознака митраљеза        | 1    |
| Број метака                    | 500  |
| Калибар                        | 7,92 |
| Бомбардерско наоружање (бомбе) |      |
| Ракетно наоружање (ракете)     |      |

## Земље које су користиле авион Фокер D.I
| - Аустроугарска - Немачко царство - Холандија | - Швајцарска - Турска |

## Табела техничких података за авионе Фокер D.I - D.V
| Фокер авиони      |                |                |                 |                 |                |
| ----------------- | -------------- | -------------- | --------------- | --------------- | -------------- |
| Намена            | ловац          | ловац          | ловац           | ловац           | ловац          |
| Година            | 1916.          | 1916.          | 1916.           | 1916.           | 1917.          |
| Посада            | 1              | 1              | 1               | 1               | 1              |
| Дужина            | 6,30 m         | 6,40 m         | 6,30 m          | 6,30 m          | 6,05 m         |
| Размах            | 9,05 m         | 8,75 m         | 9,05 m          | 9,70 m          | 8,75 m         |
| Висина            | 2,55 m         | 2,55 m         | 2,25 m          | 2,45m           | 2,30 m         |
| Површина крила    | 20,00 m²       | 18,00 m²       | 20,00 m²        | 21,00 m²        | 15,50 m²       |
| Маса празног      | 463 kg         | 384 kg         | 462 kg          | 606 kg          | 363 kg         |
| Маса полетна      | 670 kg         | 576 kg         | 710 kg          | 840 kg          | 566 kg         |
| Број мотора       | 1              | 1              | 1               | 1               | 1              |
| Мотор             |                |                |                 |                 |                |
| Снага             | 119 KS (88 kW) | 100 KS (73 kW) | 160 KS (117 kW) | 160 KS (117 kW) | 100 KS (73 kW) |
| Max. брзина       | 150 km/h       | 150 km/h       | 160 km/h        | 160 km/h        | 170 km/h       |
| Плафон            | 4.300 m        | 4.250 m        | 4.250 m         | 5.000 m         | 4.000 m        |
| Долет             | 260 km         | 200 km         | 220 km          | 220 km          | 240 km         |
| Брзина пењања     | 198 m/min      | 252m/min       | 334 m/min       | 334 m/min       | 186 m/min      |
| Наоружање митраљ. | 1 х 7,92mm     | 1 х 7,92mm;    | 1 до 2 x 7,92mm | 2 x 7,92mm      | 1 до 2x7,92mm  |